# Apanteles
Baryłkarz (Apanteles) – rodzaj błonkówek z rodziny męczelkowatych.

## Zasięg występowania
Występują na całym świecie z wyjątkiem Nowej Zelandii i okolic podbiegunowych.

## Systematyka
Do rodzaju zaliczane są 633 żyjące oraz dwa wymarłe gatunki: